# Каштаньєйра-ду-Рібатежу
Каштаньєйра-ду-Рібатежу (порт. Castanheira do Ribatejo; МФА: [kɐʃ.tɐ.ˈɲɐj.ɾɐ du ʁi.bɐ.ˈtɐj.ʒu]) — парафія в Португалії, у муніципалітеті Віла-Франка-де-Шира. Розташована в західній частині країни, на теренах історичної португальської провінції Ештремадура. Входить до складу округу Лісабон. За адміністративним поділом, чинним до 1976 року, терени парафії були складовою провінції Рібатежу. Належить до Лісабонського патріархату Католицької церкви. Патрон — святий Варфоломій. Площа — 16,9077 км². Населення — 7500 ос. (2011). Сильно урбанізований регіон. Густота населення — 443,58 осіб/км²
. Код — 111405.

## Населення
| Кількість мешканців | Кількість мешканців | Кількість мешканців | Кількість мешканців | Кількість мешканців | Кількість мешканців | Кількість мешканців | Кількість мешканців | Кількість мешканців | Кількість мешканців | Кількість мешканців | Кількість мешканців | Кількість мешканців | Кількість мешканців | Кількість мешканців |
| ------------------- | ------------------- | ------------------- | ------------------- | ------------------- | ------------------- | ------------------- | ------------------- | ------------------- | ------------------- | ------------------- | ------------------- | ------------------- | ------------------- | ------------------- |
| 1864                | 1878                | 1890                | 1900                | 1911                | 1920                | 1930                | 1940                | 1950                | 1960                | 1970                | 1981                | 1991                | 2001                | 2011                |
| 876                 | 812                 | 778                 | 858                 | 1 051               | 1 135               | 1 174               | 1 939               | 2 354               | 2 745               | 3 502               | 5 636               | 6 088               | 7 258               | 7 500               |